# Adriaan van Roomen
Adriaan van Roomen   (Lovaina, 29 de setembre de 1561 - Magúncia, 4 de maig de 1615), també conegut pel seu nom llatinitzat Adrianus Romanus, va ser un matemàtic brabançó del segle xvii, conegut per haver calculat els primers 16 decimals exactes del Nombre π.

## Vida
Segurament nascut a Lovaina, d'una família de mercaders, va estudiar matemàtiques i filosofia al col·legi jesuïta de Colònia, segons explica ell mateix en el prefaci d'un dels seus llibres. No està prou estudiada la seva joventut, però probablement va estudiar medicina a la Universitat de Lovaina i va tenir estances a Itàlia (on va conèixer Clavius) i a França.
Entre 1586 i 1592 va ser professor de Medicina i Matemàtiques a la Universitat de Lovaina i, a partir de 1593, a la de Würzburg, on va publicar diverses obres mèdiques. El 1598 està a Praga on és nomenat comte palatí i metge de la cort de l'emperador Rodolf II.
Entre 1603 i 1610 viu alternativament a Lovaina i Würzburg i és ordenat sacerdot el 1604 després de la mort de la seca esposa. El 1610 és invitat com a professor de matemàtiques a l'Acadèmia Zamoyski de Zamość (avui Polònia), on romandrà dos anys.

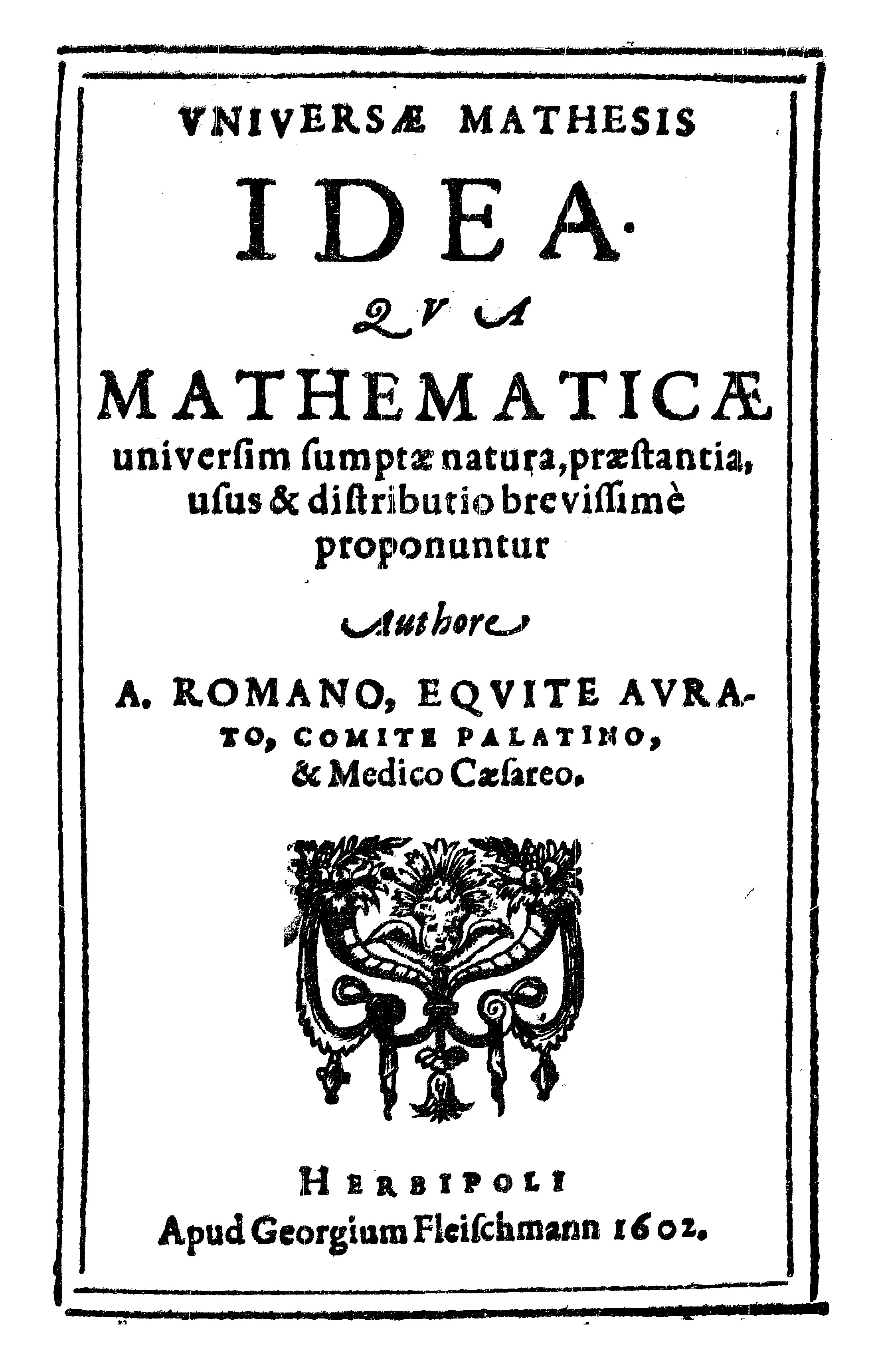
Portada del Idea Mathematicae. Edició de 1602.

Va morir a Magùncia el 1615.

## Obra
Tot i que va publicar alguns texts de medicina, van Roomen és conegut per la seva obra matemàtica. Les seves obres més conegudes són:
- Ouranographia sive caeli descriptio (1591)
- Idea mathematicae pars prima (Lovaina o Anvers, 1593), dedicada a Clavius i pensada com un gran tractat sobre el càlcul de les cordes del cercle, del que no van aparèixer les parts successives. En aquesta obra, i en calcular el costat d'un polígon regular de 15× 260 costats, calcula el valor del Nombre π amb 16 decimals exactes. Els seus Chordarum arcubus circuli (Würzburg, 1602), Speculum astronomicum (Lovaina, 1606) i Canon triangulorum sphaericorum (Magùncia, 1609) són una mena de continuació del treball iniciat el 1593.
- Problema Apolloniacum (Würzburg, 1596), on, a instàncies de Viète, resol el problema de construir un cercle tangent a qualsevol altres tres cercles disjunts, per mitjà de la intersecció de dues hipèrboles. Posteriorment, Viète en donaria una solució més general.[4]
- Apollogia pro Archimede (Ginebra, 1597), on reivindica l'existència d'una ciència comú a la geometria i l'aritmètica, una mathesis universalis,[5] que s'ha vist com un antecedent proper de la ciència universal cartesiana.[6]